# Паксвил (Јужна Каролина)
Паксвил (енгл. Paxville) град је у америчкој савезној држави Јужна Каролина.

## Демографија
По попису из 2010. године број становника је 185, што је 63 (-25,4%) становника мање него 2000. године.
| Група             | 2000.       | 2010.       |
| Белци             | 161 (64,9%) | 100 (54,1%) |
| Афроамериканци    | 84 (33,9%)  | 85 (45,9%)  |
| Азијати           | 0 (0,0%)    | 0 (0,0%)    |
| Хиспаноамериканци | 0 (0,0%)    | 3 (1,6%)    |
| Укупно            | 248         | 185         |